# Дальневосточный федеральный университет
Дальневосто́чный федера́льный университе́т (ДВФУ) — федеральный университет во Владивостоке, основанный в 2011 году в результате объединения четырёх вузов: ДВГУ, ТГЭУ, ДВГТУ (все три — Владивосток) и УГПИ (Уссурийск). Ведёт свою историю от Восточного института — первого высшего учебного заведения на Дальнем Востоке. Филиал университета в Японии имеет аккредитацию Правительством Японии.
С 2013 года работает в кампусе на острове Русский, построенном к саммиту АТЭС во Владивостоке в 2012 году.

## История

### Восточный институт
История ДВФУ началась 21 октября 1899 года, когда во Владивостоке открылся гуманитарный Восточный институт. Главной целью института была подготовка кадров для административных и торгово-промышленных учреждений в восточноазиатской части России и прилегающих к ней государств.
Первым директором Восточного института стал профессор Алексей Матвеевич Позднеев.
Основными изучаемыми предметами стали языки китайский, японский, маньчжурский, корейский и монгольский. Кроме того, присутствовали такие дисциплины как география, счетоводство и товароведение, история и политическая организация восточных государств, английский и французский языки и юриспруденция.
Вплоть до 1918 года Восточный институт был единственным вузом на Тихоокеанской окраине России. Но в связи с потребностями расширения сферы образования в этом же году были основаны первые частные вузы. Среди них — первенец технического образования — Высший политехникум, ставший прародителем Дальневосточного политехнического института им. В. Куйбышева (ДВПИ), а затем — Дальневосточного технического университета (ДВГТУ). Тогда же возникли частные факультеты: историко-филологический, юридический факультет и восточный. Все они возглавлялись бывшими профессорами Восточного института.

### Государственный дальневосточный университет
В 1920 году на базе Восточного института был создан Государственный Дальневосточный университет (ГДУ), в состав которого вошли частные учебные заведения. ГДУ был образован 17 апреля 1920 года постановлением № 220 временного правительства Приморской областной земской управы.
Университет быстро развивался и вскоре стал одним из крупнейших высших учебных заведений за Уралом.
20 февраля 1930 года ВЦИК и НК РСФСР принял постановление о создании девяти новых вузов, а ГДУ был расформирован по политическим причинам. Одним из девяти образованных вузов стал Дальневосточный политехнический институт, который в 1992 году получил статус университета и стал Дальневосточным государственным техническим университетом (ДВГТУ им. Куйбышева).

### Владивостокский государственный педагогический институт
В 1943 году на базе упразднённого ГДУ был основан Владивостокский государственный педагогический институт (ВГПИ).

### Дальневосточный государственный университет

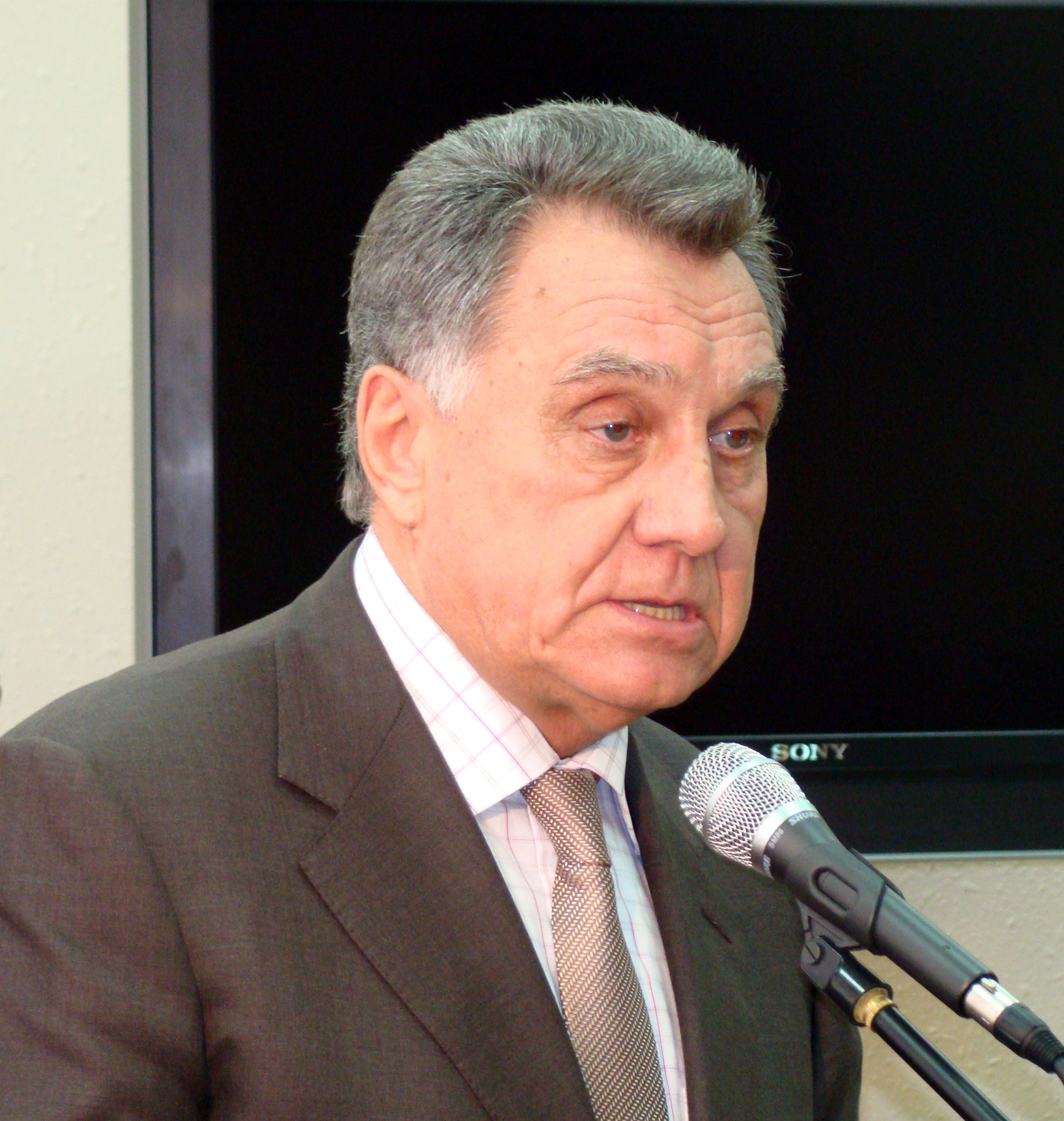
Виктор Горчаков, ректор ДВГУ в 1976—1988 годах

Эмблема ДВГУ. Принята в 2006 году

Дальневосточный государственный университет был восстановлен на базе ВГПИ постановлением Совета министров СССР № 1211 от 29 августа 1956 года о восстановлении Государственного дальневосточного университета, в составе 5 факультетов (физико-математического, историко-филологического, биологического, медицинского и романо-германской филологии).
В 1957 году открылся естественно-химический факультет, в 1958 году образовался историко-правовой факультет, а медицинский факультет выделился в самостоятельный ВУЗ — Владивостокский государственный медицинский институт.
В 1964 году был создан геофизический факультет с отделением океанологии.
В 1970—1980-е и особенно в 1990-е годы происходил интенсивный рост Дальневосточного государственного университета. По сравнению с 1956 годом университет вырос в несколько раз, добавились новые учебные и научно-исследовательские подразделения.
В 2006 году ДВГУ стал одним из 17 победителей национального приоритетного проекта «Образование» в этом же году ДВГУ получил Премию Правительства РФ в области качества и стал участником стипендиальной программы Оксфордского российского фонда.
На 2007 год в ДВГУ более 39 тысяч обучающихся, работает 4082 преподавателя и сотрудника. Университет состоит из 22 институтов, одной академии, функционирует 28 филиалов и представительств.
На 2009 год в ДВГУ более 41 тысячи обучающихся, около 5 тысяч сотрудников, из которых 1515 преподавателей, 1058 — с учёными степенями.

### Дальневосточный федеральный университет

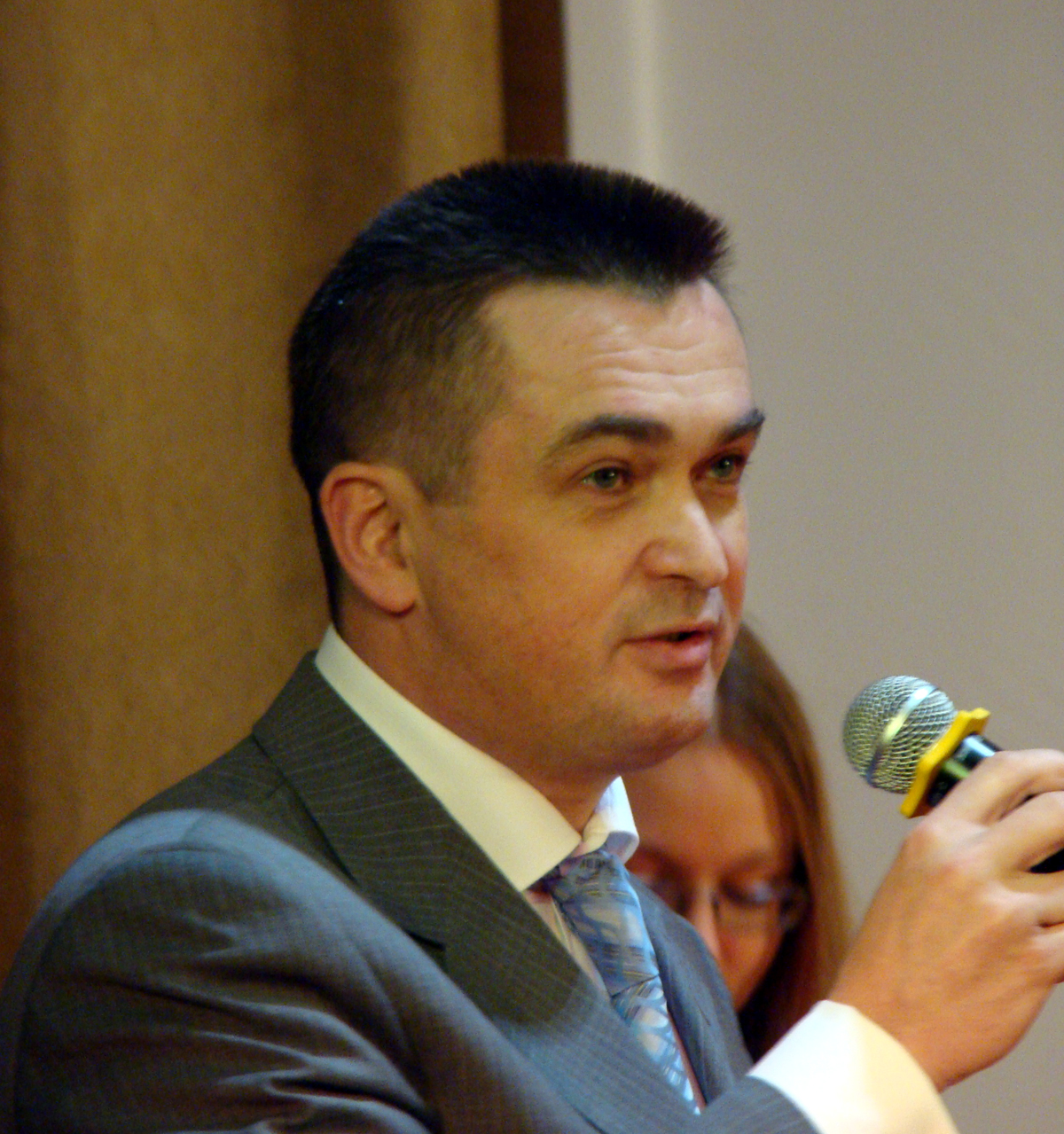
Первый ректор ДВФУ Владимир Миклушевский

Создание Дальневосточного федерального университета было закреплено указом президента России от 7 мая 2008 года. Планировалось, что новый федеральный вуз разместится на острове Русском близ Владивостока в специально построенном для него комплексе зданий, а также в ряде объектов, строящихся для проведения саммита Азиатско-Тихоокеанского экономического сотрудничества (АТЭС) в 2012 году. Предполагалось, что к 2012 году в новом университете будет проходить обучение около 50 тыс. студентов. Федеральная целевая программа «Экономическое и социальное развитие Дальнего Востока и Забайкалья на период до 2013 года» предусматривает выделение средств на развитие нового вуза в объёме 41,75 млрд руб.
21 октября 2009 года президент России Дмитрий Медведев подписал указ «О создании федеральных университетов в Северо-Западном, Приволжском, Уральском и Дальневосточном федеральных округах», согласно данному указу планировалось в трёхмесячный срок создать Дальневосточный федеральный университет на базе Дальневосточного государственного университета.
Распоряжением Правительства России от 2 апреля 2010 года № 503-р был создан Дальневосточный федеральный университет путём изменения государственно-правового статуса ДВГУ. Однако статус ДВГУ до осени 2010 года был неопределённым в связи с отсутствием кандидатур ректора и высшего начальства. 8 октября 2010 года окончательный выбор кандидатуры ректора был сделан в пользу В. В. Миклушевского, и ДВГУ был окончательно ликвидирован как юридическое лицо.
17 декабря 2010 года председателем Правительства России Владимиром Путиным подписана Программа развития ДВФУ до 2019 года. В качестве приоритетных выбраны следующие направления развития: ресурсы мирового океана; энергоресурсы и энергосберегающие технологии; индустрия наносистем и наноматериалов; транспортно-логистический комплекс; экономическое, технологическое, культурное взаимодействие со странами Азиатско-Тихоокеанского региона и биолого-медицинские технологии.
27 января 2011 года министром образования и науки России Андреем Фурсенко подписан приказ об объединении четырёх вузов (Дальневосточного федерального университета, Дальневосточного государственного технического университета, Тихоокеанского государственного экономического университета и Уссурийского государственного педагогического института) в Дальневосточный федеральный университет. Процесс реорганизации завершился 1 июня 2011 года.
В 2012 году было завершено строительство кампуса ДВФУ на острове Русский (подробнее о его истории см. соответствующий раздел ниже). С 2013 года университет переехал в новый кампус.

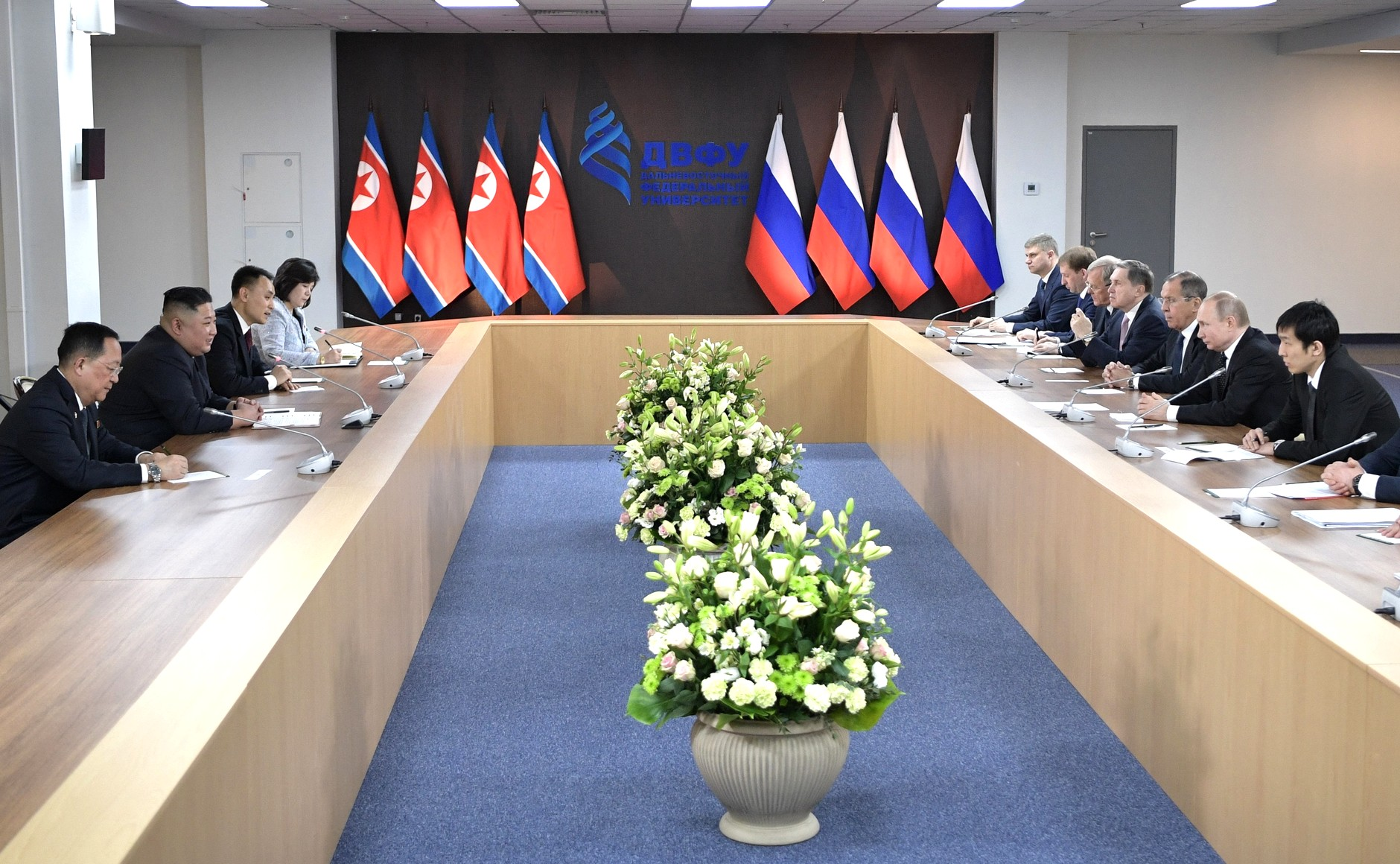
Российско-северокорейские переговоры
на территории ДВФУ, 25 апреля 2019 года

С 2016 года ДВФУ возглавляет Никита Анисимов. 18 августа 2016 года приказом министра образования и науки Дмитрия Ливанова он был назначен исполняющим обязанности ректора. С 14 декабря 2017 года распоряжением премьер-министра Дмитрия Медведева назначен ректором ДВФУ сроком на один год, с 14 декабря 2018 года переназначен на этот пост сроком на пять лет.
25 апреля на территории кампуса ДВФУ прошли переговоры президента России Владимира Путина и лидера КНДР Ким Чен Ына. В связи с визитом последнего на кампусе были предприняты усиленные меры безопасности.
7 июля 2021 года появилась информация о назначении исполняющего обязанности ректора Дальневосточного федерального университета ― им стал Алексей Кошель. 15 ноября того же года исполняющим обязанности ректора назначен Борис Коробец.

## Структура

### Школы и департаменты
В 2011 году проведена реструктуризация вуза. На момент реорганизации ДВГУ в ДВФУ в состав университета входило 27 институтов, 1 академия, 47 факультетов и отделений, 159 кафедр, более 400 центров и лабораторий.
Вместо существовавшей трёхуровневой структуры «институт — факультет — кафедра» в ДВФУ создана двухуровневая система «школа — кафедра». С 2017 года в университете стала внедряться новая двухуровневая система «школа — департамент», предполагающая создание департаментов на базе кафедр близкой научной направленности (на 2019 г. организация данной системы была внедрена только в Школе биомедицины и Школе искусств и гуманитарных наук ДВФУ). В 2020 г. произошла масштабная реорганизация структуры ДВФУ с ликвидацией и объединением кафедр в департаменты во всех школах ДВФУ.
После присоединения к ДВФУ (ДВГУ) университетов ДВГТУ, ТГЭУ и института УГПИ в составе объединённого университета были образованы 9 школ (такое название получили подразделения ДВФУ). Изначально в 2011 году были созданы следующие школы:
1. Школа биомедицины (ШБМ)
2. Школа гуманитарных наук (ШГН)
3. Школа естественных наук (ШЕН)
4. Школа искусства, культуры и спорта (ШИКС)
5. Школа педагогики (ШП)
6. Школа региональных и международных исследований (ШРМИ)
7. Школа экономики и менеджмента (ШЭМ)
8. Инженерная школа (ИШ)
9. Юридическая школа (ЮШ)

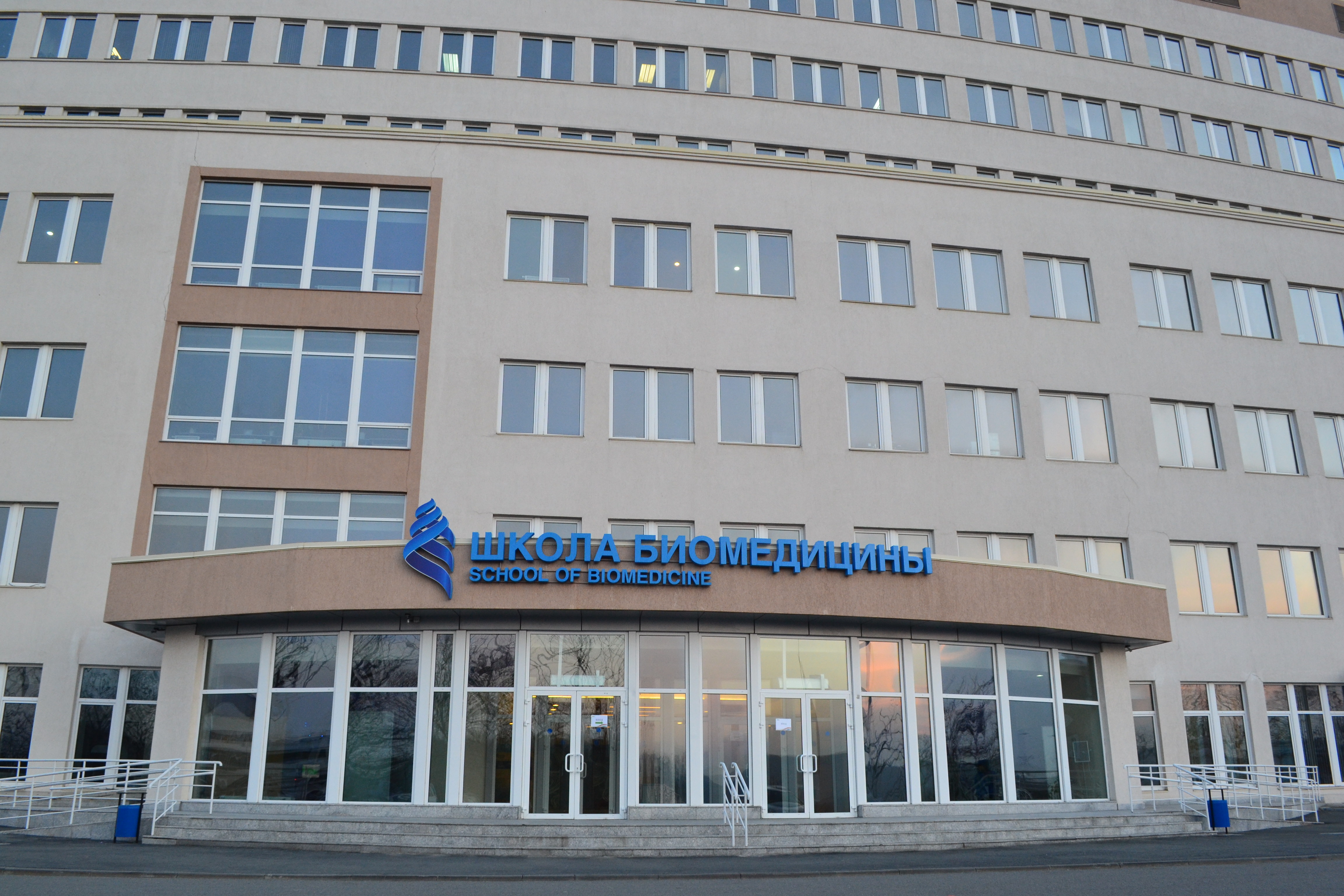
Школа биомедицины. 2015 год

Впоследствии их состав менялся, ниже приведены школы ДВФУ по состоянию на 2021 год:
- Восточный институт (ВИ) (с 2014 года ШРМИ переименована в честь Восточного института, преемником которого считает себя ДВФУ, и стала именоваться как Восточный институт — Школа региональных и международных исследований (ВИ — ШРМИ)[24]; в 2021 году ВИ — ШРМИ переименована в Восточный институт).
- Институт математики и компьютерных технологий (ИМиКТ) (образован в 2021 году на базе подразделений ШЕН и Школы цифровой экономики[25], существовавшей в 2018—2021 годах)
- Институт Мирового океана (ИМО) (образован в 2021 году на базе подразделений ШЕН и ИШ)
- Школа медицины (ШМ) (образована в 2021 году на базе подразделений ШБМ)
- Институт наук о жизни и биомедицины (ИНЖиБ) (образован в 2021 году на базе подразделений ШБМ)
- Институт наукоёмких технологий и передовых материалов (ИНТиПМ) (образован в 2021 году на базе подразделений ШЕН)
- Политехнический институт (Политех) (в 2020 году ИШ переименована в Политех)
- Школа искусств и гуманитарных наук (ШИГН) (создана в 2018 году путём объединения ШГН и ШИКС)
- Школа педагогики (ШП)
- Школа экономики и менеджмента (ШЭМ)
- Юридическая школа (ЮШ)

Образовательные направления, на которых обучаются студенты Инженерной школы, Школы естественных наук, Школы медицины и направления по востоковедению Восточного института — Школы региональных и международных исследований считаются приоритетными и на основании этого обучающиеся получают повышенную государственную академическую стипендию.
Школа педагогики ДВФУ расположена в Уссурийске и образована на базе бывшего Уссурийского государственного педагогического институт (УГПИ). С 2021 года первокурсники Школы педагогики ДВФУ будут учиться в кампусе университета на о. Русский, тем самым начав переезд школы во Владивосток.
Структура университета включает 32 академических департаментов и 65 кафедры, объединённых в 8 школ и 1 институт (школу).
В 2021 году открыты магистерские программы по направлениям «Математическое обеспечение и администрирование информационных систем», «Искусственный интеллект и большие данные», «Программирование игр, цифровых развлечений, виртуальной и дополненной реальности», «Современные интеллектуальные и суперкомпьютерные технологии», «Современные интеллектуальные и суперкомпьютерные технологии», бакалавриат по направлениям «Электроника и наноэлектроника», «Мехатроника и робототехника».

### Филиалы
По состоянию на 2021 год у Дальневосточного университета действуют три российских и один зарубежный филиал:
1. Арсеньев — создан в 2000 году в результате слияния филиалов трёх вузов — ДВГТУ, ТГЭУ и ДВГУ и Приморского авиационного техникума[28]
2. Находка — создан в 2010 году. В структуру филиала вошли Находкинский инженерно-экономический институт (филиал) государственного образовательного учреждения высшего профессионального образования «Дальневосточный государственный технический университет (ДВПИ имени В. В. Куйбышева)», филиал государственного образовательного учреждения высшего профессионального образования «Тихоокеанский государственный экономический университет» в г. Находке Приморского края[29]
3. Уссурийск — Педагогическая школа федерального университета в процессе перехода в структурные подразделения ВГУЭС[30]
4. Хакодате (Япония) — Открылась в апреле 1994 года с целью подготовки квалифицированных российских специалистов с международной точки зрения и в апреле 1996 года была утверждена в качестве специализированной школы Школы Хакодатэ Дальневосточного государственного университета[31]. 26 сентября проходил День открытых дверей — 2-й «открытый кампус»[32].

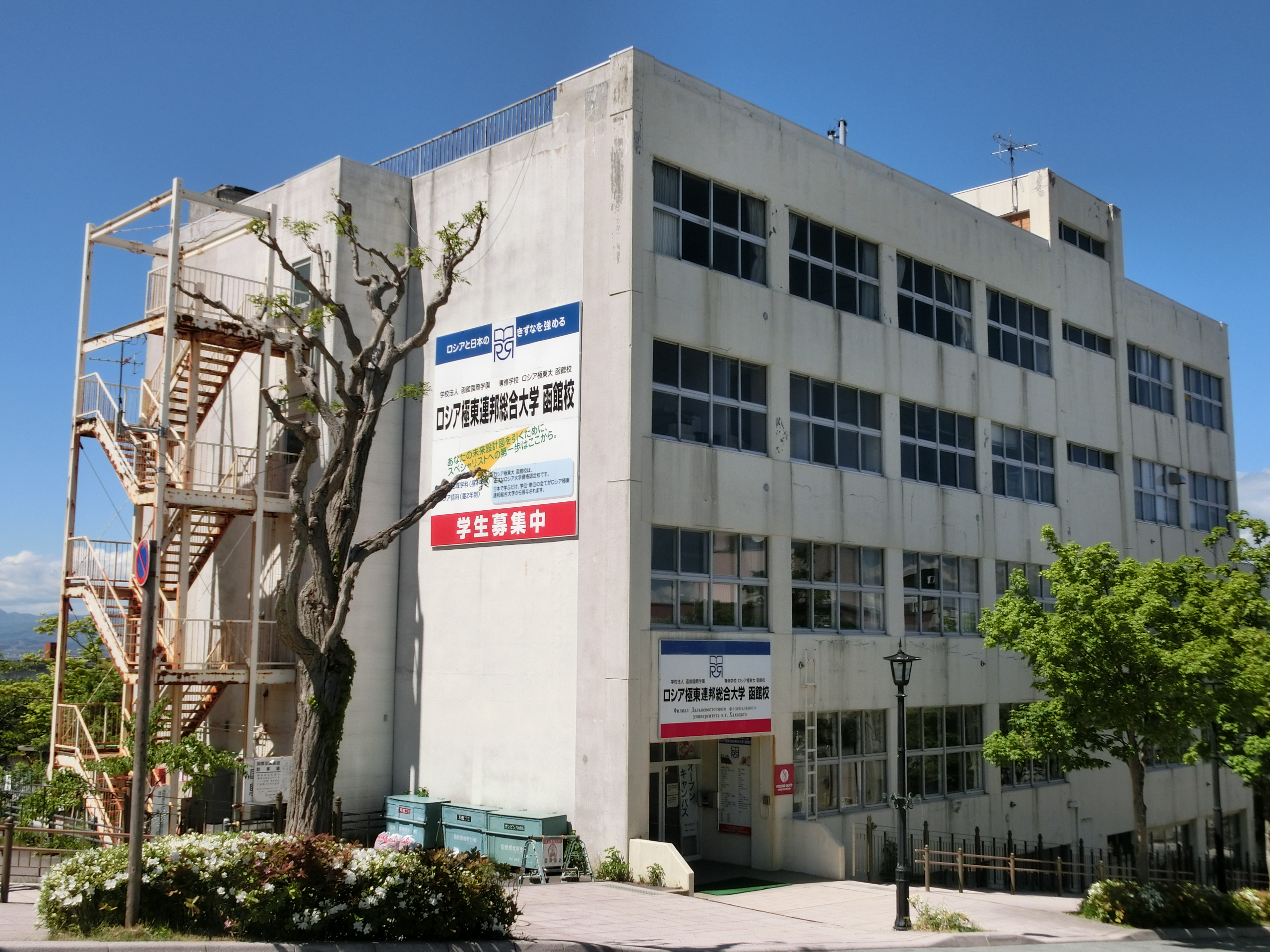
Филиал Дальневосточного федерального университета в Хакодатэ

Ранее в состав ВУЗа входило ещё шесть филиалов, помимо перечисленных:
- Артём — создан в 1998 году как филиал ДВПИ имени Куйбышева (позднее ДВГТУ). В 2017 году появилась информация о его закрытии[34].
- Большой Камень — образовательная деятельность прекращена с 6 апреля 2020 года на основании решения Рособрнадзора от 1 апреля 2020 года; студенты и преподаватели обратились в краевое правительство с просьбой сохранить единственный в городе вуз[35].
- Дальнегорск — в 2015 году прекращён набор на программы высшего образования, в 2017 году — на программы среднего профессионального образования. В 2017 году появилась информация о его закрытии[34].
- Дальнереченск — основан в 2006 году как филиал ДВГТУ. В 2017 году прекращён набор на программы среднего профессионального образования. В сентябре 2018 года филиал прекратил своё существование[34]. По состоянию на 2019 год действует[36].
- Южно-Сахалинск — создан в 1996 году как филиал ДВГУ. В 2013 появилась информация о его закрытии. Студенты, обучающиеся в филиале на программах высшего образования, по желанию были переведены в г. Владивосток и иные университеты острова Сахалин.

До 2015 года действовал филиал ДВФУ в г. Петропавловске-Камчатском. Он был основан в начале 1960-х годов как филиал Всесоюзного юридического заочного института. В 1988 году был передан ДВГУ, после создания ДВФУ преобразован в его филиал. Был единственным на Камчатке вузом, готовившим выпускников по специальностям «строительство», «электроэнергетика и электротехника». Этот филиал окончили депутат Госдумы от Камчатского края Ирина Яровая, член Совета Федерации от Камчатского края Борис Невзоров, прокурор Камчатского края Анатолий.
В 2011 году во всех приморских филиалах только что созданного ДВФУ был прекращён набор на программы высшего образования, остались только программы среднего профессионального и послевузовского образования.

### Представительства
Дальневосточный университет имеет обширную сеть представительств:
- в Москве на Газетном переулке д. 3-5 стр.1[38]
- в Ханое республики Вьетнам на Суан Тхуи д. 144
- в Токио на ул. Таканава 2-2-23
- в Пекине на ул. Чжан Цзы Чжун д.3[39]

### Другие подразделения
В структуру ДВФУ также входит детский сад (центр развития ребёнка), музей, два структурных подразделения, реализующих программы среднего профессионального образования, и четыре структурных подразделения, реализующих программы общего образования: Гимназия ДВФУ, Гуманитарно-экономический колледж, Университетский комплекс «Гимназия-колледж» и Хореографическое училище

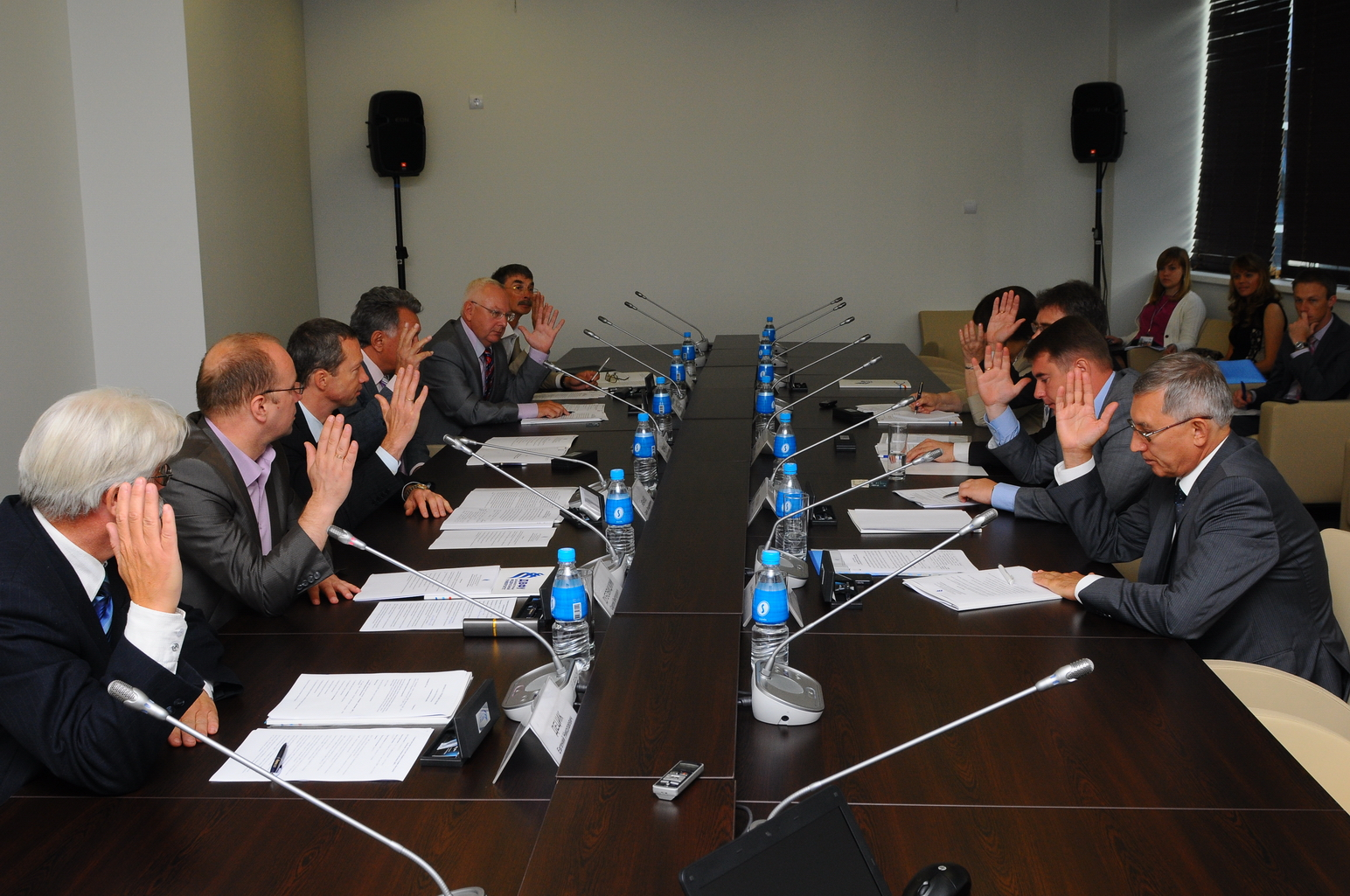
Фото из архива МОО «Ассоциация выпускников ДВФУ»

### Ассоциация выпускников ДВФУ

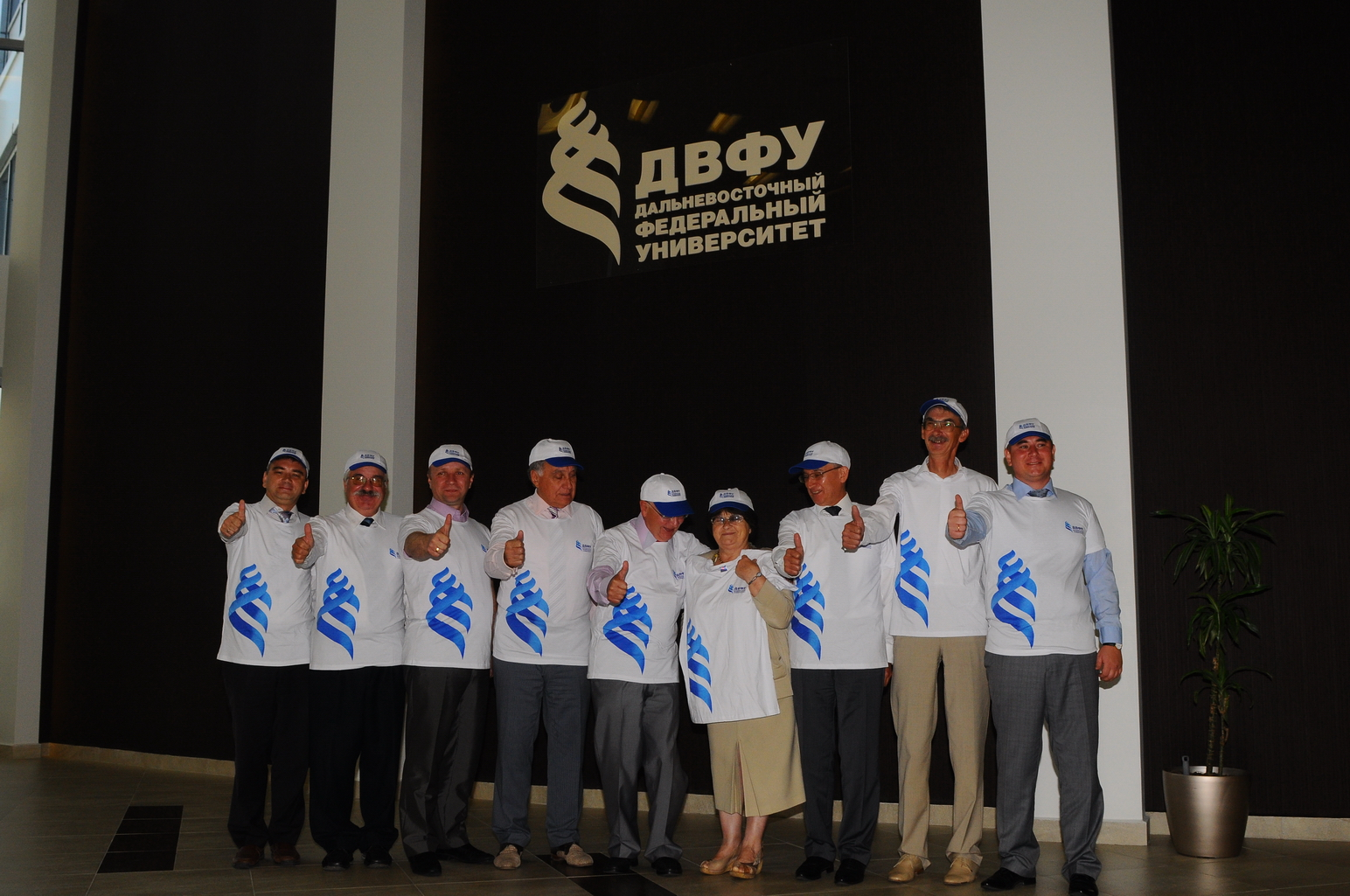
Фото из архива Ассоциации

Межрегиональная общественная организация «Ассоциация выпускников ДВФУ» была основана 19 сентября 2013 года. Все члены ассоциации осуществляют свою деятельность на общественных началах
Основными целями деятельности «Ассоциация выпускников ДВФУ» являются сплочение и социальное продвижение выпускников ДВФУ всех поколений, а также развитие партнёрских отношений между ними.
«Ассоциацию выпускников ДВФУ» учредили видные общественные, научные и публичные люди, среди которых четыре бывших ректора объединённых вузов: Виктор Васильевич Горчаков, Нелли Григорьевна Мизь, Анвир Амрулович Фаткулин, Александр Валентинович Гридасов, Виктор Григорьевич Белкин, Сергей Викторович Дубовицкий, Сергей Викторович Пишун, Михаил Юрьевич Полусмак, Евгений Николаевич Децик, Александр Владимирович Ивашкин.

### Ректорат
- Исполняющий обязанности ректора — Коробец, Борис Николаевич, доктор технических наук, доцент
- Проректор по научной работе — Владимир Александрович Нелюб, доктор технический наук, доцент
- Проректор по учебной работе — Елена Борисовна Гаффорова
- Проректор по развитию — Елена Владимировна Харисова
- Проректор по административной и правовой работе — Лариса Адамовна Гринина
- Проректор по управлению кампусом — Максим Викторович Ведяшкин
- Проректор по молодёжной политике — Александр Юрьевич Кайданович
- Проректор по международным отношениям — Евгений Евгеньевич Власов
- Проректор по экономике и финансам — Элеонора Леоновна Моисеенко
- Проректор по дополнительному образованию — Михаил Юрьевич Кривопал

## Учебная деятельность
По состоянию на 2019 год в университете ведётся обучение по более чем 200 образовательным программам, из них количество программ бакалавриата и специалитета — 100, магистратуры — 70, количество специальностей аспирантуры и докторантуры — 33.
В QS World University Rankings в 2018 году университет поднялся на 110 пунктов и расположился в группе ведущих вузов с 541 по 550 место. Также ДВФУ занимает неплохие позиции в топ-100 QS БРИКС и «Развивающаяся Европа и Центральная Азия». В 2018 году университет впервые вошёл в предметные рейтинги THE: 601—800 место в области «Физические науки» и 601+ место в области «Науки о жизни». 
В 2022 году занял 701—800 место в Международном рейтинге «Три Миссии Университетов» и 25 место в рейтинге вузов России по версии РАЭКС. Участник Проекта 5-100.
ДВФУ является членом Ассоциации классических университетов России, Евразийской ассоциации университетов, Ассоциации университетов Азиатско-Тихоокеанского региона, Международной ассоциации президентов университетов и Форума президентов университетов Северо-восточной Азии.

## Научная деятельность
- В 2018 году ДВФУ вошёл в число победителей международного конкурса компании IBM, посвящённого проектам в сфере исследования экологической ситуации и климатических изменений[50].
- В 2017 году начала свою деятельность лаборатория ДВФУ по изучению эмиссии парниковых газов на Дальнем Востоке[51].
- В лаборатории плёночных технологий ДВФУ проводятся исследования новых магнитных материалов[52].
- Сотрудники Центра нанотехнологии ДВФУ изучают механизмы образования фитолитов у растений и грибов[53].

## Проекты
С 2017 года на острове действует технопарк «Русский», резидентами которого по состоянию на 2018 год являлись 58 компаний.
Действует Центр подготовки волонтёров Дальневосточного федерального университета (ЦПВ ДВФУ), который 13 декабря 2018 года первым в стране запустил виртуальные тренинги для будущих добровольцев.
В ноябре 2021 года российская компания «Моторика», портфельная компания Дальневосточного фонда высоких технологий, медицинский центр «ДВФУ» и Центр нейробиологии и нейрореабилитации имени Зельмана Сколтеха в рамках исследования технологии очувствления бионических протезов и возможности купирования фантомных болей, провели операции по инвазивному вживлению электродов в периферический нерв для передачи обратной связи от протеза в нервную систему. Операции провела совместная команда Медицинского центра университета и «Моторики» во главе с Артуром Биктимировым, функциональным нейрохирургом, экспертом Центра НТИ по нейротехнологиям виртуальной и дополненной реальности ДВФУ.

## Кампус на острове Русский

### История
Работы по сооружению кампуса ДВФУ начались 28 апреля 2009 года. Первоначально планировалось построить только 5 корпусов (административных и учебных, строительство общежитий не предусматривалось), но в итоге было построено 23 корпуса (жилых, административных и учебных). В ходе строительства несколько раз происходили инциденты: так, в июле 2010 года в одном из строящихся корпусов обнаружили тело рабочего, которого застрелили из монтажного пистолета. В сентябре 2011 году рабочий упал с высоты, получил многочисленные травмы и скончался в помещении скорой помощи. Неоднократно возникали пожары: один произошёл в сентябре 2010 года, в следующем году случились два пожара, один из которых уничтожил общежитие рабочих. 2012 год также был отмечен несколькими пожарами. Но в целом строительство объекта шло по плану, и в 2012 году, как и предполагалось, он был сдан.
В 2011 году был озвучен план по строительству на острове Русском, рядом с кампусом ДВФУ, малоэтажного жилья для сотрудников ДВФУ и ДВО РАН. По состоянию на 2020 год этот проект не реализован, так как сроки сдачи жилья неоднократно переносились.
8—9 сентября 2012 года во Владивостоке прошёл саммит Азиатско-Тихоокеанского экономического сотрудничества (АТЭС) в новом кампусе ДВФУ в бухте Аякс на острове Русском. С материковой частью Владивостока остров связан мостом через пролив Босфор Восточный.
Строительство нового кампуса началось в апреле 2009 года, генеральным подрядчиком строительства стала компания «Крокус», принадлежащая российскому предпринимателю Арасу Агаларову. Застроенная территория составляет 200 га, площадь возводимой недвижимости — 500 тыс. м².
Переезд университета в новый кампус планировался на 2012 год, но не состоялся из-за несдачи в эксплуатацию кампуса компанией-подрядчиком. Однако студенты-первокурсники всё же заселились на кампус при том, что студенты других курсов остались в материковых общежитиях. Университет переехал в новый кампус в июле-августе 2013 года, тогда же в общежития кампуса переселилась из города основная часть студентов.
В феврале 2013 года были сданы в эксплуатацию 90 % корпусов кампуса (все здания, кроме лабораторного корпуса и медицинского центра). 1 июля 2013 года был сдан в эксплуатацию Медицинский центр ДВФУ. 1 сентября 2014 года сдан в эксплуатацию лабораторный корпус.
В 2014 году дороге, идущей вдоль корпусов кампуса, было присвоено имя Университетский проспект, а набережной ДВФУ — Университетская набережная.
В 2015 году была построена первая очередь водовода, по которому на кампус начала поступать питьевая вода с материка. Это позволило решить проблему со ржавой водой (см. ниже, раздел «Критика»). Вторую очередь водовода планировалось сдать к сентябрю 2018 года.
С 2015 года в кампусе ежегодно проходит Восточный экономический форум (ВЭФ). В 2017 в рамках III ВЭФ на кампусе была открыта станция зарядки электромобилей, которая, однако, не работает из-за отсутствия электромобилей у студентов и других обитателей кампуса. Электромобили же из Владивостока, который является одним из лидеров в России по их количеству, не могут попасть к этой станции из-за того, что ДВФУ является режимным объектом.
В 2018 году в рамках подготовки к IV ВЭФ на Университетской набережной была открыта выставка «Улица Дальнего Востока», каждый павильон которой рассказывал о каком-либо регионе Дальнего Востока. После окончания ВЭФ выставка работала ещё некоторое время, после чего закрылась. Сейчас ряд её павильонов стоит на набережной в полудемонтированном состоянии.

### Устройство

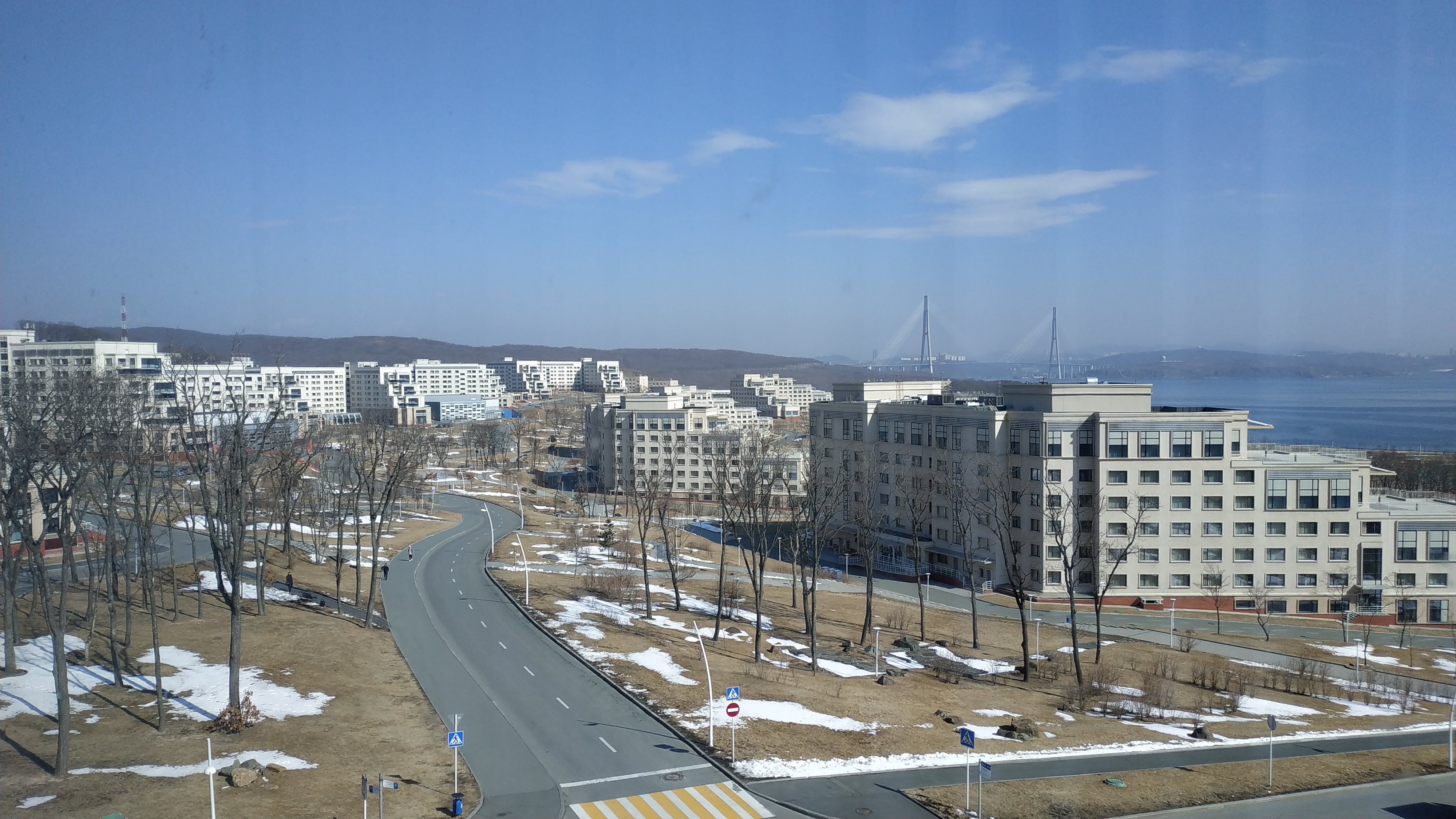
Северная группа корпусов, 2019 год

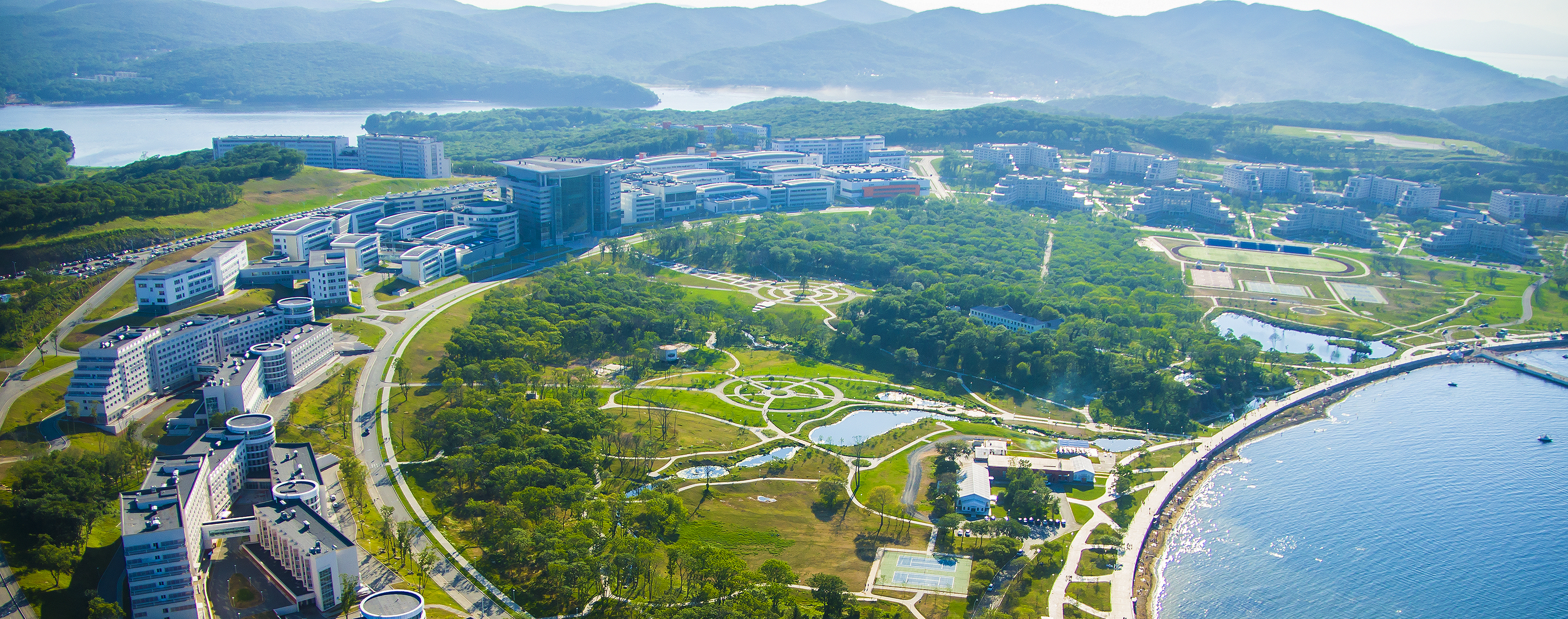
Вид на кампус ДВФУ. 2013 год. Здания ближе всего к зрителю — Южная группа корпусов, далее — главный корпус, дальше всего — Северная группа корпусов. По центру — ландшафтно-парковая зона, справа — набережная

Общежития кампуса, рассчитанные на 11 000 студентов и преподавателей, подразделяются на три группы:
- Северная группа корпусов гостиничного типа (общежития), в состав которой входит 5 корпусов первого типа (ближе к морю) и 3 корпуса второго типа (ближе к внешней дорожной дуге). Первая группа корпусов (корпуса с номерами 1, 2, 3, 4, 5) используется для размещения VIP-гостей кампуса а также лиц административного персонала и лиц, не имеющих отношения к ДВФУ вообще (подробнее см. раздел «Критика» ниже). Вторая группа корпусов (корпуса с номерами 6,7 и 8, разделённые каждый на два подкорпуса — 6.1, 6,2, 7.1, 7.2, 8.1., 8.2 соответственно) — студенческие общежития.
- Южная группа корпусов (общежития) — 3 корпуса (с номерами 9, 10 и 11), построенных по другому плану, нежели Северная группа;
- Малый Аякс — 7 корпусов (номера 2.1-2.7, 1.8 и 1.10) (по сравнению с Северной и Южной группой корпусов отличаются меньшей комфортностью и популярностью у студентов не пользуются).

Комнаты в корпусах Северной и Южной группы достаточно комфортны для проживания. В каждой комнате обязательно есть зеркальный шкаф для личных вещей и санузел (туалет плюс ванная), в некоторых комнатах есть телевизоры (как правило, правда, неработающие). В номерах раз в неделю проводится уборка (входит в стоимость оплаты), есть сеть бесплатного wi-fi, предоставляемого компанией «Ростелеком» и охватывающая всю территорию университета. Есть возможность подключения проводного интернета (с большей скоростью) от того же «Ростелекома»; другие провайдеры на острове не работают
Существуют три основных вида комнат по комфортности:
- Президентский номер (только для гостей кампуса, студентам не предоставляется);
- Стандарт (обычный номер для заселения студентов)
- Сьют (двухместный номер повышенной комфортности)

Также в комнатах кампуса есть разное число мест:
- 1-местные (предоставляются только аспирантам, а также льготникам — ветеранам боевых действий, инвалидам, жертвам Чернобыльской катастрофы и.т.д.)
- 2-местные (встречаются чаще всего)
- 3-местные
- 4-местные

Стоимость проживания зависит от количества мест в комнате и типа номера. Если номер имеет окно с видом на море, то его стоимость дополнительно увеличивается.

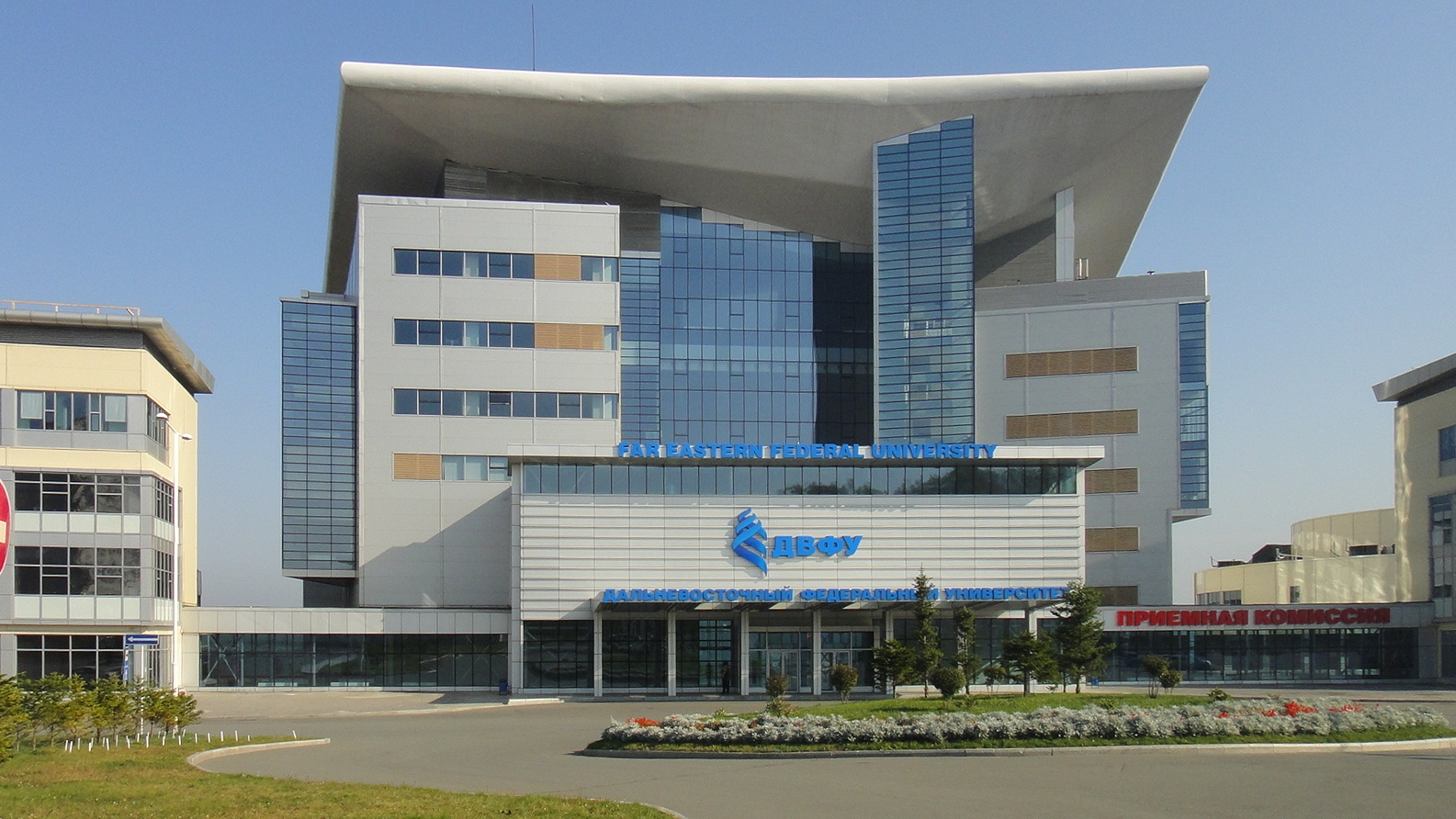
Главный корпус, 2014 год

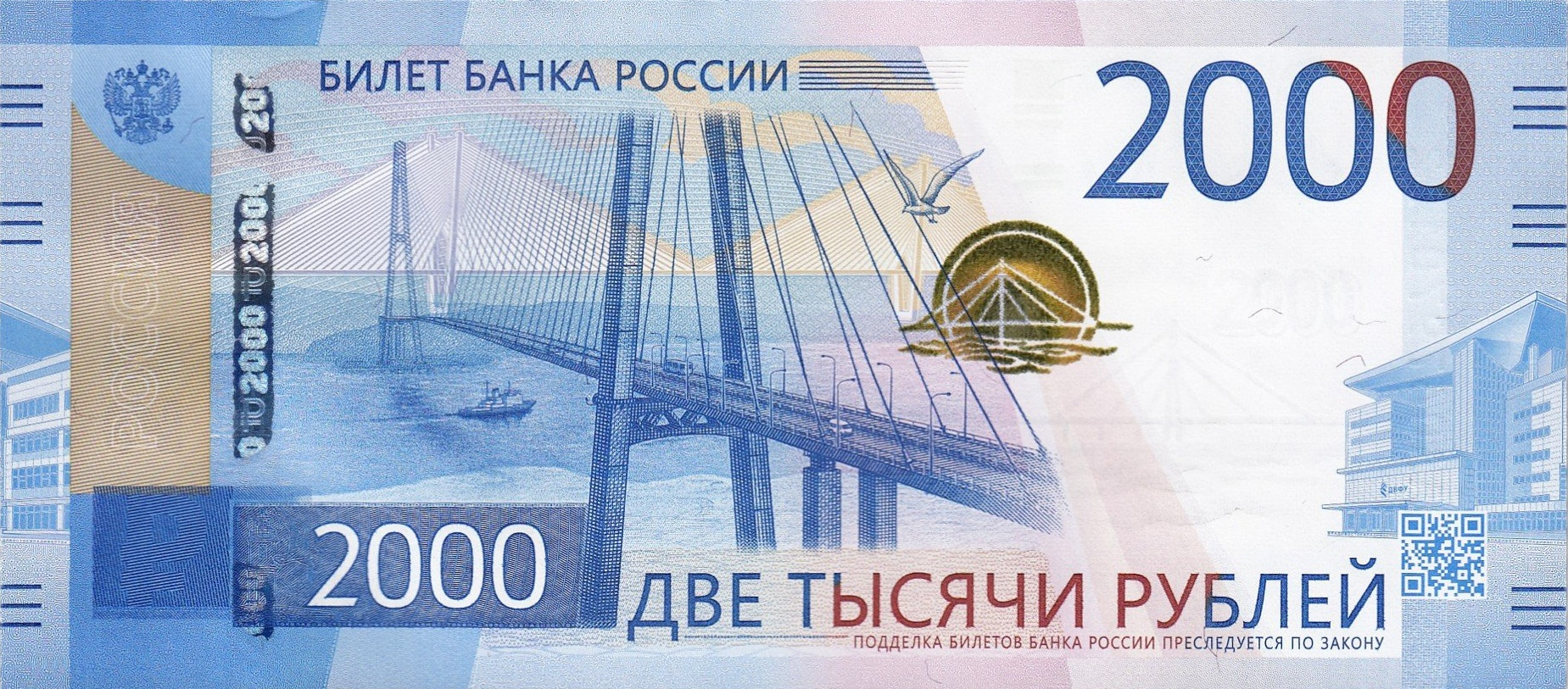
Главный корпус ДВФУ (справа) на банкноте в 2000 рублей

Учебные и административные корпуса размещены в центре кампуса. Они обозначаются латинскими буквами:
- корпус A (он же корпус 24, он же Главный корпус, Студенческий центр) — большое 11-этажное здание, в котором размещается руководство вуза, офисы ряда компаний (Сбербанк, Роснефть и.т.д.), читальные залы Научной библиотеки ДВФУ, офис Минвостокразвития России[74], а также различные студенческие объединения и организации. Изображено на купюре в 2000 рублей.
- корпус B — административный
- корпус C — учебный (для студентов естественнонаучных специальностей, в дни саммита — пресс-центр)
- корпус D — учебный (для студентов ШРМИ, ШЕН и ЮШ)
- корпус E — учебный (для студентов ПИ)
- корпус F, он же Гуманитарный корпус — учебный (для студентов ШИГН, в дни саммита — конференц-центр).
- корпус G — учебный (для студентов школы экономики и менеджмента(ШЭМ) и школы цифровой экономики(ЩЦЭ).
- корпус M — медицинский, включает 3 блока:
  - блок 25.1 — учебный (ранее ШБМ, сейчас Школа медицины и Институт наук о жизни и Биомедицине в дни саммита — аккредитационный центр)
  - блок 25.2 — Медицинский центр
  - блок 25.3 — Реабилитационный центр с возможностью проживания
- корпус L — ШЕН
- корпуса S1 и S2 — для занятий спортом. Включают несколько бассейнов, крытых теннисных кортов и различных спортивных площадок для лёгкой атлетики.

По территории кампуса курсируют два маршрута автобусов-шаттлов. Первый — кольцевой маршрут, связывающий жилые корпуса Северной и Южной группы с учебными корпусами. Второй — специальный шаттл для жителей нижней площадки Малого Аякса, связывающий этот жилой комплекс с главным корпусом. Проезд в шаттлах бесплатный.
Ландшафтно-парковая и спортивная зоны кампуса занимают 54 га. Парк окружён скверами и малыми архитектурными формами, пешеходные и велосипедные дорожки пересекают весь кампус. В северной части кампуса размещена спортивная зона: открытый стадион на несколько тысяч мест, теннисные корты, волейбольная и баскетбольная площадки. Доступ к большинству объектов ландшафтно-парковой зоны открыт с 2017 года для всех желающих, волейбольная и баскетбольная площадки с 2018 года платные.
Основная достопримечательность кампуса — набережная длиной 1200 м, протянувшаяся вдоль бухты Аякс. Пирс рассчитан на швартование небольших прогулочных лодок, катеров и яхт. С 2017 года набережную, до этого доступную только студентам, открыли для посещения всеми горожанами.
С 2013 по 2016 годы перед главным корпусом ДВФУ стояла железная статуя дракона, ставшая неофициальным символом кампуса и всего университета. Она была создана голландским скульптором и художником по металлу Джошуа Пеннингсом, который в 2013 году представил её на выставке первого владивостокского фестиваля «Лето на Русском». В 2016 году скульптура была убрана на реконструкцию, по состоянию на 2019 год на место не возвращена. Ещё одним неофициальным символом кампуса можно назвать коров, свободно гуляющих по его территории.
Обслуживанием общежитий кампуса ДВФУ ранее занималась управляющая компания ОМС Campus Management, теперь подразделения ДВФУ. Учебные и административные корпуса обслуживает компания «Фрагра», также входящая в группу OMC. Группа OMC, тесно связанная с группой Крокус, занимавшейся строительством кампуса, работает в нём с 2013 года. В 2019 году университет провёл новый конкурс по содержанию, эксплуатации и управлению зданиями ДВФУ на Русском острове, но на него не было подано ни одной заявки. В 2012—2013 годах (в первый год эксплуатации кампуса) обслуживанием общежитий занималась компания «Корпус Груп».

### Вторая очередь кампуса
Впервые планы о строительстве второй очереди кампуса были озвучены в 2014 году. Тогда же проректор ДВФУ Владимир Николаев озвучил мысль о том, что на острове должен быть построен город на 100 тысяч жителей (для сравнения: население Владивостока — около 600 тысяч). Среди объектов второй очереди кампуса называются, в частности, несколько новых учебных блоков, учебно-производственный корпус, новое здание библиотеки, аквариальная (помещение для бассейнов), виварий, деформограф (сооружение для измерения землетрясений), церковь и трасса для маунтинбайка. Построить все эти объекты планируется к 2036 году. Планы строительства церкви озвучивались ещё при строительстве первой очереди кампуса, но тогда не были реализованы.

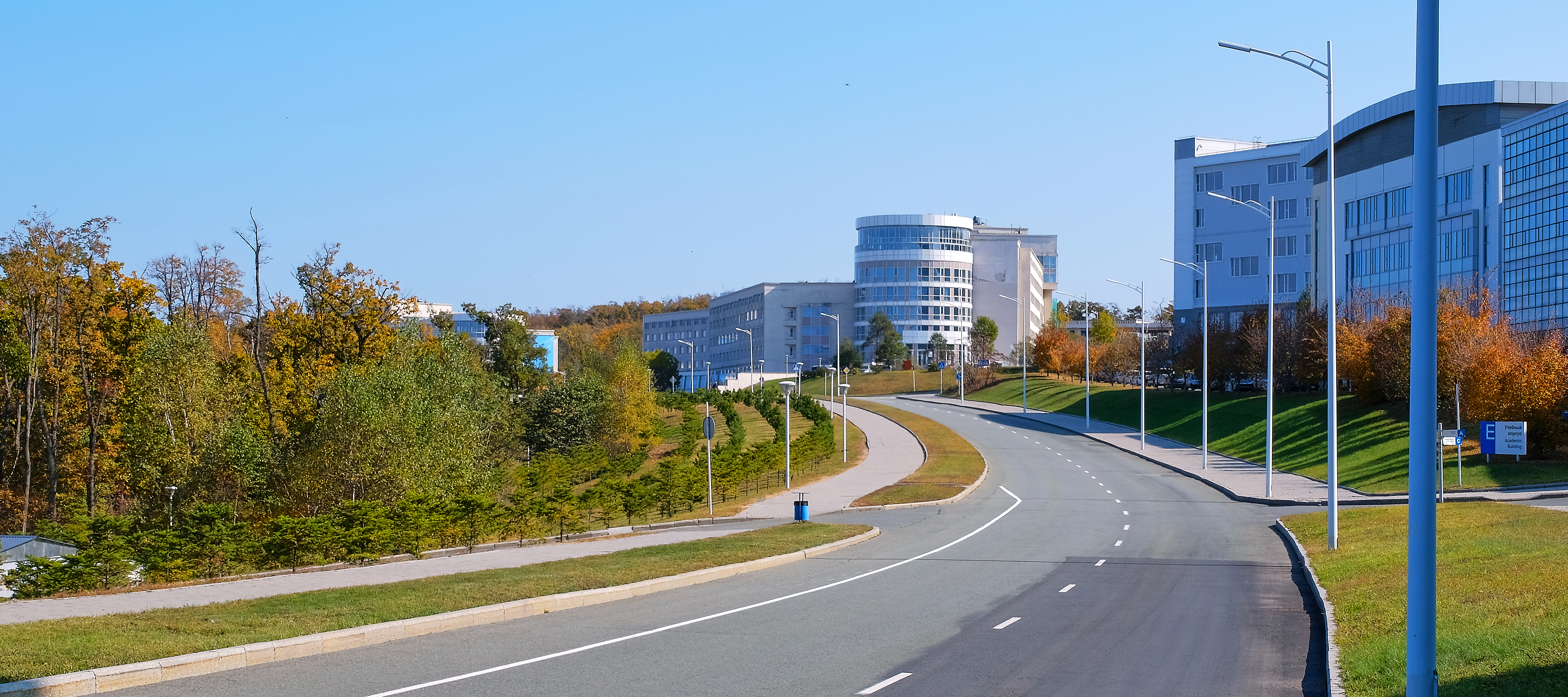
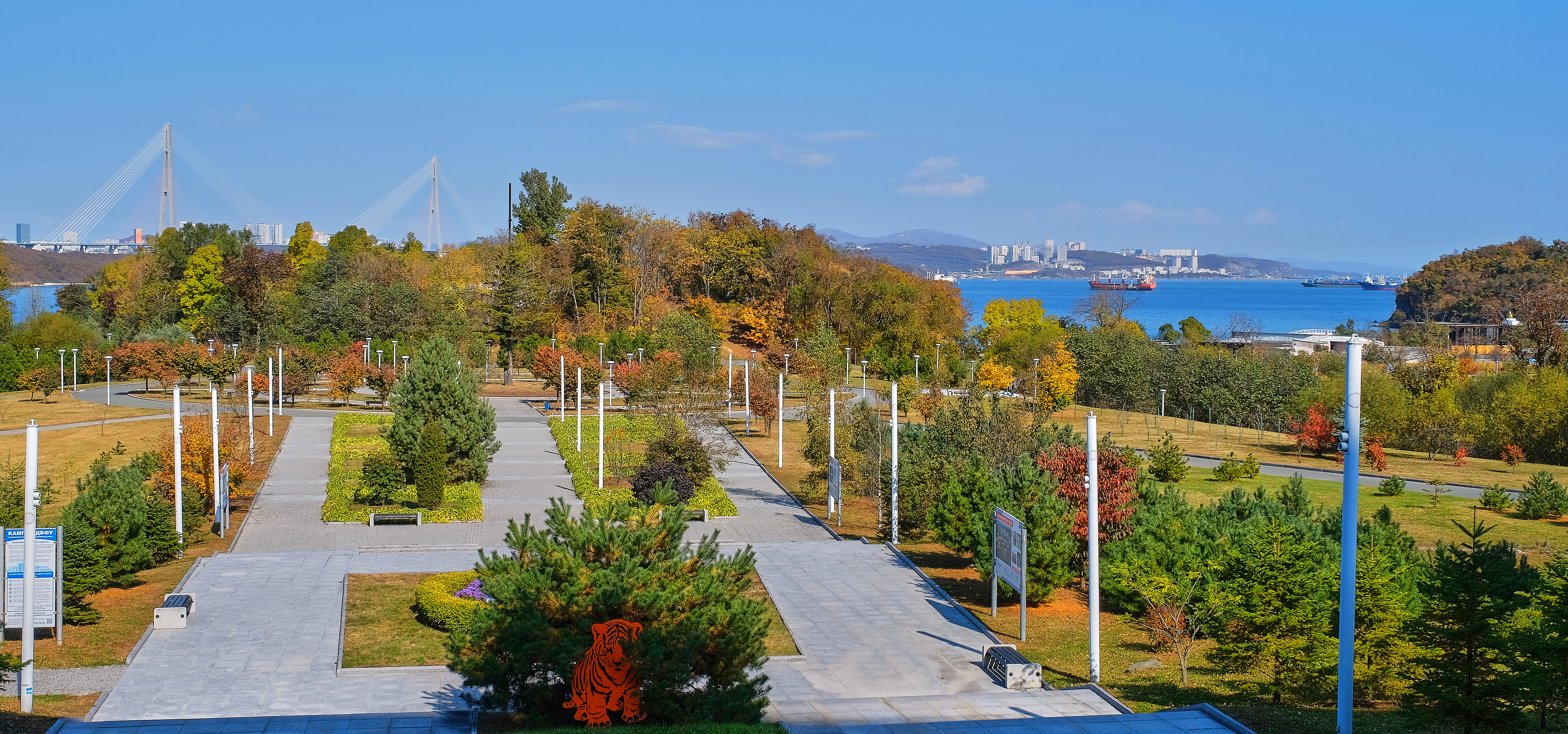
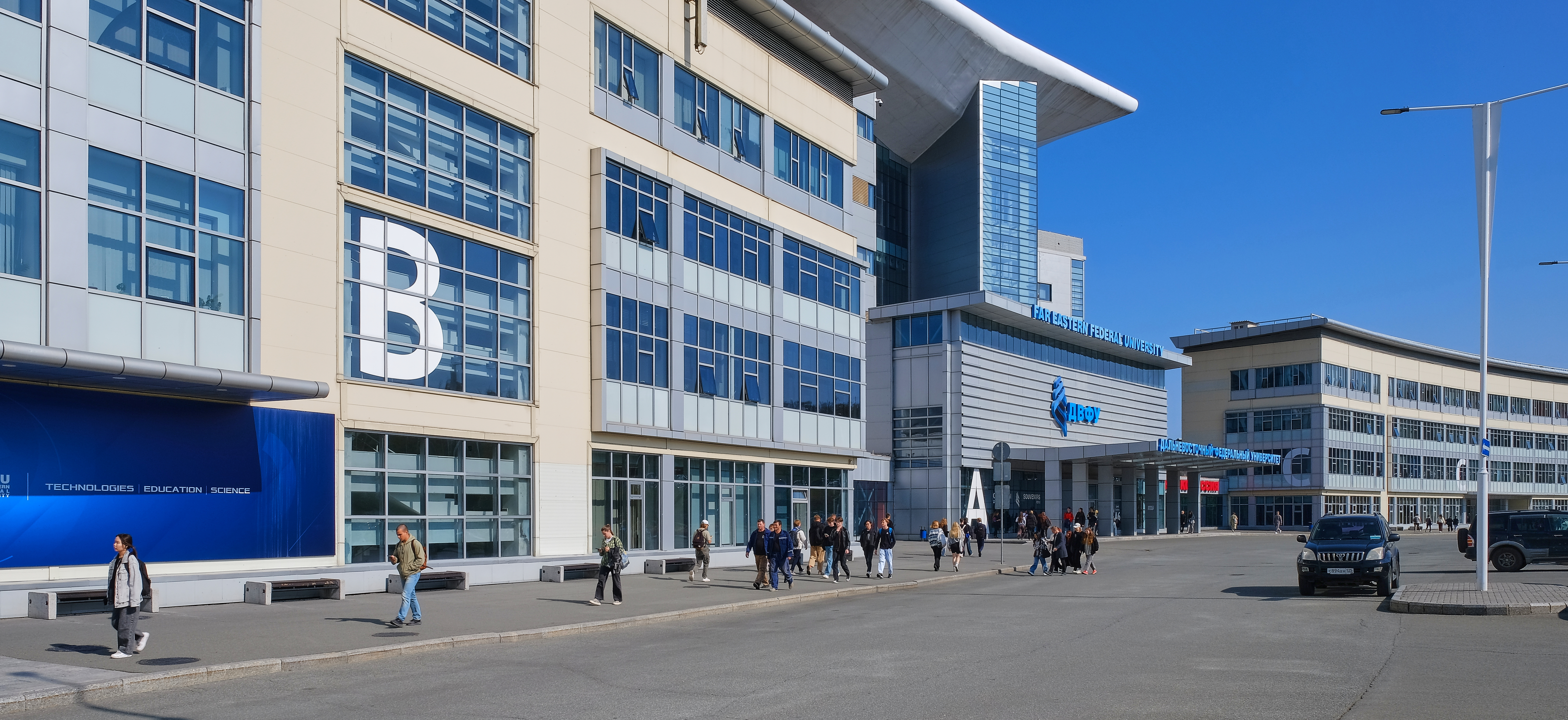
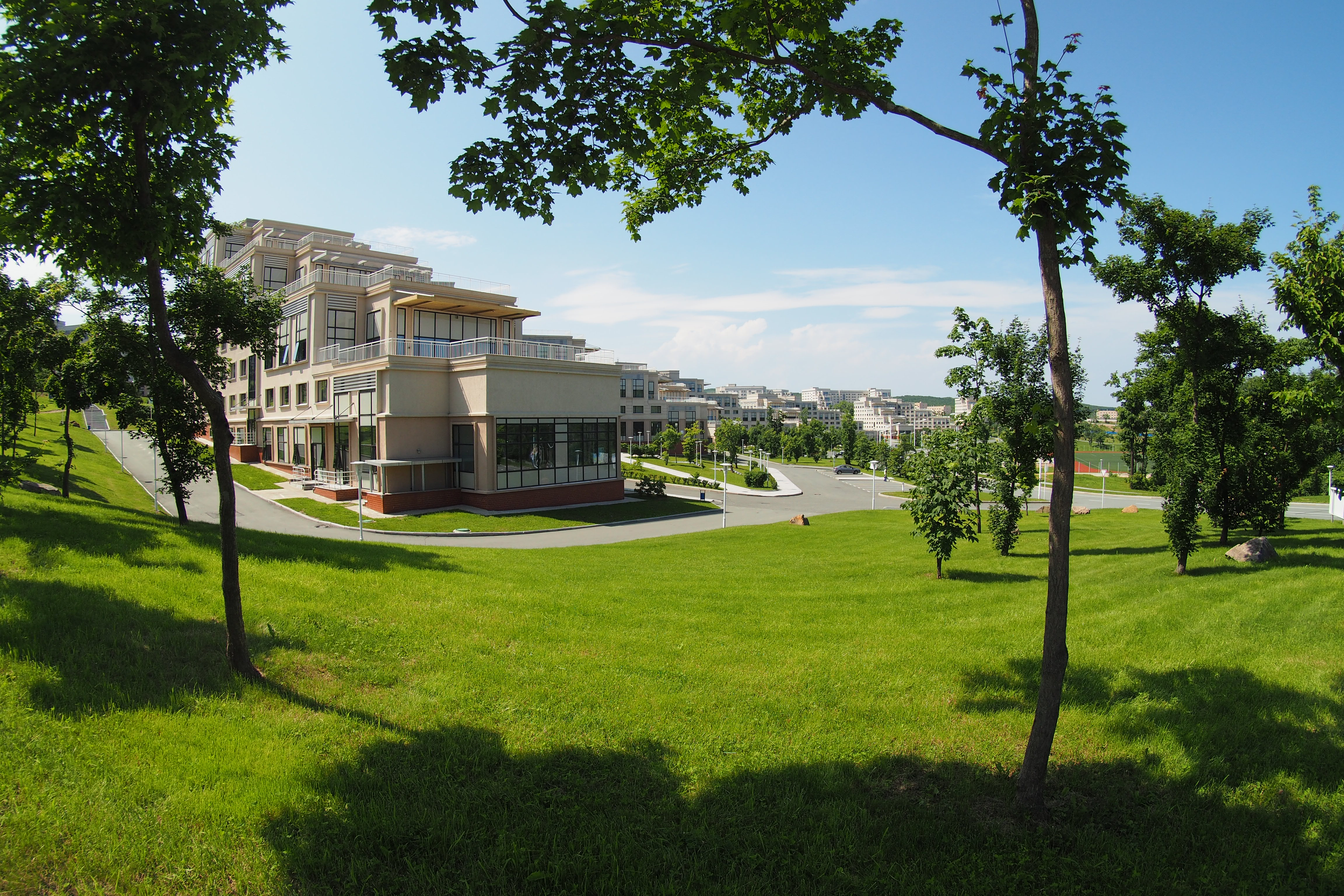
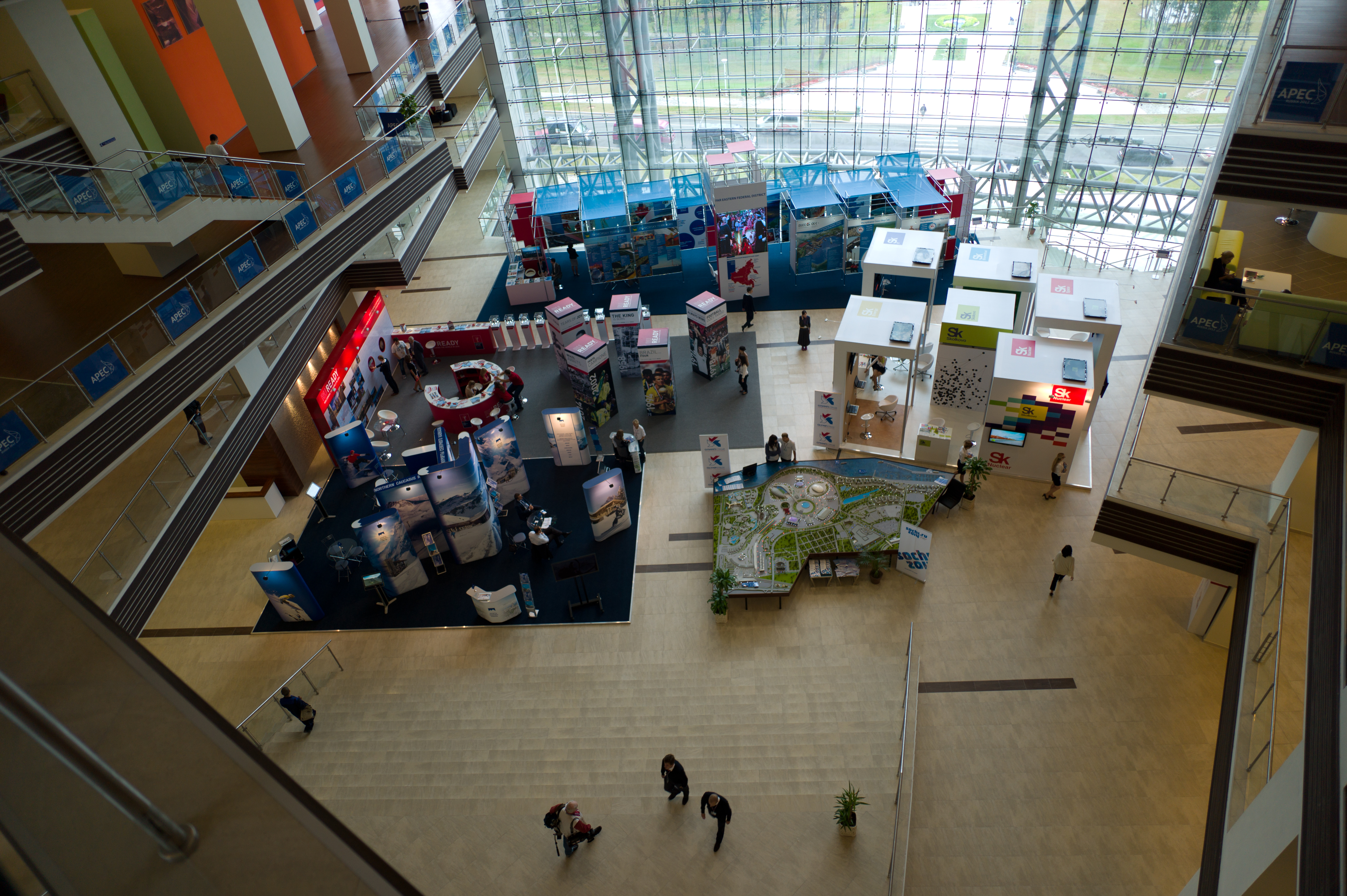
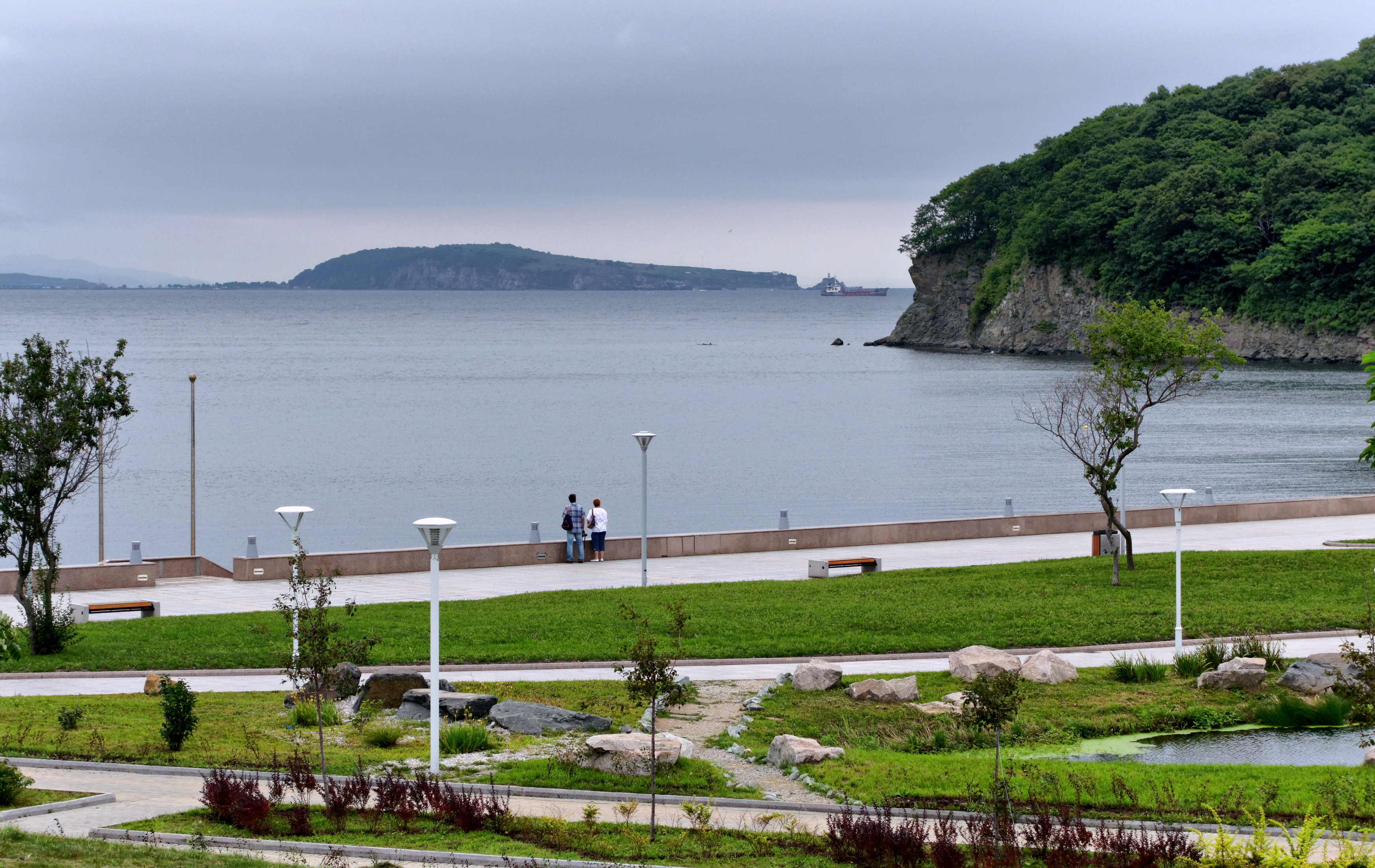

## Инфраструктура в материковой части Владивостока
Кроме кампуса, ДВФУ принадлежат более десяти общежитий, несколько учебных и административных корпусов в материковой части Владивостока, которые университету требуется реализовать для строительства второй очереди кампуса на острове Русский. Они достались университету от его предшественников — ДВГУ, ТГЭУ и ДВГТУ. Среди них — Пушкинский театр, перешедший в подчинение ДВФУ от бывшего ДВГТУ и ныне входящий в состав Творческого центра ДВФУ. Бывшие здания Владивостокского коммерческого училища на улице Суханова и Восточного института на улице Пушкинской, а также Пушкинский театр имеют культурно-историческую ценность, что обусловило ДВФУ принять решение о сохранении их за собой в безвозмездное пользование.
СМИ неоднократно поднимали вопрос о плохом качестве жизни в городских общежитиях, в частности об отсутствии кухонь и стиральных машин, а также о засилье тараканов. Как правило, в городские общежития селят студентов, не попадающих в одну из групп для приоритетного заселения на кампус — тех, кто не является первокурсниками, иностранцами либо имеющими низкий средний балл успеваемости. С другой стороны, стоимость проживания в этих общежитиях значительно ниже, чем на кампусе.

## Сотрудничество

### Внутрироссийское
Действуют соглашения между ДВФУ и правительствами ряда субъектов Российской Федерации — в частности, Якутии, Хабаровского края и Магаданской области, о сотрудничестве в рамках проекта «Технопарк Русский», а также с Амурской областью о совместной подготовке кадров.
С 2015 года действует соглашение между ДВФУ и Мариинским театром. C 2017 года ведётся сотрудничество с фондом «Сколково».
В 2018 году, в рамках IV ВЭФ, ДВФУ заключил соглашение о сотрудничестве с «Роснефтью», предусматривающее помощь Роснефти университету в проведении научных исследований и подготовке кадров по ряду направлений, таких как геофизика, геохимия, гидрогеология, инженерная геология, добыча, транспортировка, переработка нефти и газа, нефтегазохимия, а также судостроение. В гуманитарно-экономическом колледже ДВФУ существует профильный Роснефть-класс. Тогда же и там же было заключено соглашение о партнёрстве между ДВФУ и Tele2.
С 2019 года действует соглашение о сотрудничестве с Третьяковской галереей, предусматривающее запуск совместных образовательных программ, а также участие Третьяковской галереи в проекте культурно-образовательного центра, строящегося по соседству с ДВФУ.

### Международное
В 2018/2019 учебном году в ДВФУ обучается более 3500 иностранных студентов из 74 государств. Около 60 % из них — граждане стран Азиатско-Тихоокеанского региона. Наиболее крупные диаспоры в ДВФУ составляют студенты из Китая, Кореи (как КНДР, так и Республики Корея), Индии и стран СНГ, есть выходцы из африканских и латиноамериканских государств. Также в ДВФУ работают более 180 профессоров из США, Австралии, Японии, Германии, Франции, Англии, Египта, Норвегии, Мексики, Перу и других стран. Действуют программы студенческого обмена между ДВФУ и многими вузами Китая, Японии, Тайваня, США, стран Европы и СНГ.
Наиболее активное сотрудничество университет ведёт с соседними странами АТР — Китаем, Японией и Республикой Корея. В рамках технопарка «Русский» ведётся работа с компаниями из этих стран. При университете действует Институт Конфуция, созданный ещё в 2006 году при ДВГУ, где действуют курсы обучения китайскому языку. В 2018 году заключено соглашение о сотрудничестве между Отделом народного образования китайского города Суйфыньхэ и Школой педагогики ДВФУ. С 2019 года действуют российско-корейские образовательные программы, в рамках которых студентов обучают профессора из Республики Корея.
Ведётся активное сотрудничество между ДВФУ и вузами других стран. Наиболее активно вуз сотрудничает с вузами Японии — Университетом Хоккайдо (Саппоро) и Университетом Токай (Токио). С 2017 года ДВФУ и Университет Хоккайдо начали реализовывать ряд совместных проектов. С 2018 года начала действовать программа стажировки студентов ДВФУ в Университете Хоккайдо. С 2019 года в ДВФУ планируется к открытию двухдипломная магистерская программа ДВФУ и упомянутого университета по археологии и антропологии. Сотрудничество с Университетом Токай началось с 2017 года, когда на Русском острове был открыт Международный клуб дзюдо, а со следующего года вузы начали обмениваться студентами и преподавателями. В том же 2018 году в ДВФУ был открыт первый российский офис Университета Токай.
В 2016 году университет заключил соглашение с Мельбурнским университетом о создании совместного центра изучения Арктики и Антарктики и с Фрайбергской горной академией о сотрудничестве в области научных исследований и студенческом обмене. В 2017 году началось сотрудничество с Университетом Оскара Рибаса в Луанде, Ангола и рядом университетов и научных центров Тайваня. В 2018 году заключён меморандум о сотрудничестве с Политехническим университетом имени Ким Чхэка (Пхеньян, КНДР).
С 2012 года действует соглашение о сотрудничестве между ДВФУ и Microsoft, с 2013 года — соглашение между ДВФУ и Siemens.
В 2019 году планировалось к открытию представительство ДВФУ в Пекине, при Китайской академии наук.
В 2020 году в печати появилась информация об открытии представительства ДВФУ в Ноиде при университете Амити, но в Уставе ДВФУ эта информация отражена не была.

## Ректоры ДВФУ и его предшественников

### Директора Восточного института
- 1899—1903 — Позднеев, Алексей Матвеевич
- 1904—1906 — Позднеев, Дмитрий Матвеевич
- 1906—1917 — Рудаков, Аполлинарий Васильевич
- 1919—1920 — Подставин, Григорий Владимирович

### Деканы частных факультетов, выделившихся из Восточного института (1918—1920)
- 1918—1920 — Ершов, Матвей Николаевич (декан историко-филологического факультета)
- 1918—1920 — Никонов, Сергей Павлович (декан юридического факультета)

### Ректоры Государственного дальневосточного университета
- 1920 — Подставин, Григорий Владимирович
- 1920—1923 — Спальвин, Евгений Генрихович
- 1925—1928 — Вологдин, Виктор Петрович
- 1928—1930 — Абрамович, Виктор Львович

### Директора Владивостокского государственного педагогического института
- 1953—1956 — Куцый, Григорий Семёнович

### Ректоры Дальневосточного государственного университета
- 1956—1959 — Куцый, Григорий Семёнович
- 1959—1962 — Андрющенко, Онуфрий Несторович
- 1961—1968 — Казанский, Борис Николаевич
- 1969—1976 — Унпелев, Георгий Александрович
- 1976—1988 — Горчаков, Виктор Васильевич
- 1988—1990 — Глущенко, Виктор Юрьевич
- 1990—2010 — Курилов, Владимир Иванович

### РекторыДальневосточного государственного технического университета
- 1930—1937 — Абрамович, Виктор Львович (директор Дальневосточного политехнического института)
- 1937—1939 — Озеров, Михаил Яковлевич (директор Дальневосточного политехнического института)
- 1939—1943 — Чекалов, Михаил Матвеевич (директор Дальневосточного политехнического института)
- 1943—1952 — Томских, Павел Иванович (директор Дальневосточного политехнического института)
- 1952—1967 — Самохвалов, Владимир Аркадьевич (директор, с 1960 года ректор Дальневосточного политехнического института)
- 1967—1973 — Морозов, Мстислав Георгиевич (ректор Дальневосточного политехнического института)
- 1973—1984 — Титаев, Борис Феодосьевич (ректор Дальневосточного политехнического института)
- 1984—1992 — Храпатый, Николай Григорьевич (ректор Дальневосточного политехнического института)
- 1992—2007 — Турмов, Геннадий Петрович (ректор ДВГТУ; президент ДВГТУ с 2007 года)
- 2007—2010 — Фаткулин, Анвир Амрулович (ректор ДВГТУ)

### Ректоры Уссурийского государственного педагогического института
- 1953—1960 — Касаткин, Михаил Андреевич (до 1957 года — директор Ворошиловского государственного педагогического института, затем директор УГПИ)
- 1960—1964 — Глухов, Николай Данилович
- 1964—1968 — Виноградов, Владимир Дмитриевич
- 1968—1973 — Купцов, Иван Иванович
- 1973—1978 — Тареев В. Н.
- 1978—1983 — Герасимов, Гелий Николаевич
- 1983—2008 — Тарасов, Валерий Иванович
- 2008—2011 — Пишун, Сергей Викторович

### Ректоры Дальневосточного федерального университета
- 2010—2012 — Миклушевский, Владимир Владимирович
- 2012 — и. о. Ватулин, Игорь Игоревич
- 2012—2016 — Иванец, Сергей Владимирович
- 2016 — и. о. Николаев, Владимир Константинович
- 2016—2021 — Анисимов, Никита Юрьевич (и. о. 2016—2017)
- 2021 — и. о. Кошель Алексей Сергеевич
- 2021 — и. о. Коробец, Борис Николаевич

## Критика
С момента озвучивания идея объединения четырёх вузов подвергалась критике научного сообщества, профессорско-преподавательского состава и студентов.
Назначение заместителя министра образования Владимира Миклушевского ректором вуза воспринялось как «призыв варяга», так как коренные преобразования вузов, проведённые новым ректором, изменили долгое время функционировавшую до этого структуру университета.
Начиная с 2015 года охранники ДВФУ получили право требовать у студентов сумки к осмотру. Это вызвало критику не только со стороны студентов, но и со стороны преподавателей университета. Подобный порядок осмотра сохраняется по состоянию на 2020 год.
Отдельно стоит сказать о недостатках кампуса ДВФУ и деятельности компаний, управляющих им, которые неоднократно подвергались критике. Впервые эта критика прозвучала уже в 2012 году: когда в кампус заселились первые студенты, они обнаружили, что предоставленные им номера находятся в крайне неудовлетворительном состоянии из-за того, что предыдущие жильцы устраивали в них вечеринки с распитием спиртных напитков. Также упоминалось, что в ряде комнат кампуса мебель покрыта плесенью и грибком. После массового заселения студентов на кампус основным объектом критики стала ржавая вода из-под крана, получившая у студентов ироничное название «фанта». Проведённая в 2014 году экспертиза выявила в этой воде превышение допустимых СанПиНом норм содержания вредных веществ более чем в 60 раз. Проблема получила большой общественный резонанс в крае, её был вынужден признать в том числе и губернатор Владимир Миклушевский. Проблема с некачественной водой была полностью решена лишь к 2015 году, когда на остров была проведена первая очередь водовода с материка.
Следующий объект для критики кампуса — большой размер оплаты за общежитие, который зачастую приближается к размеру стипендии, равен ей или даже превышает её, что не даёт значительному числу студентам финансовой возможности жить в кампусе без параллельного с учёбой трудоустройства. Так, по состоянию на 2012 год минимальная стоимость койко-места в кампусе составляла 2300 рублей, максимальная — 10 000, при том, что размеры стипендий колебались от 8000 рублей (у студента-отличника с приоритетного направления) до 1300 рублей (у студента-хорошиста с неприоритетного направления). Подобная ситуация сохраняется и в настоящее время, с поправкой на некоторый рост (из-за инфляции) как стипендий, так и размера оплаты за общежитие.
Вуз часто критикуется за то, что предоставляет места в кампусе лицам, не имеющим никакого отношения к ДВФУ. Так, летом 2012 году в кампусе, в рамках подготовки к саммиту АТЭС, были размещены 3000 полицейских, а с 2013 года в кампусе живут хоккеисты клуба «Адмирал». Каждое лето из-за проходящего в кампусе Восточного экономического форума иногородние студенты и преподаватели, желающие остаться на лето во Владивостоке, вынуждены переселяться в городские общежития (с худшими условиями проживания) либо снимать квартиру. Эта ситуация возникла в 2016 году из-за того, что при проведении первого ВЭФ годом ранее гостям форума не хватило мест в гостиницах, после чего проблему решили выделением под ВЭФ площадей кампуса ДВФУ и выселением оттуда студентов и преподавателей.
Большие неудобства для студентов доставляет климат острова Русский, на котором расположен кампус. Климат Русского, по сравнению с материковым, значительно более резкий — летом, как правило, на острове очень жарко, зимой же (а часто и в другие времена года) с моря дуют ветра большой силы, сбивающие людей с ног. Наибольший ущерб эти ветра причиняют корпусам кампуса — с них неоднократно слетала облицовка и ломалась крыша.
Критикуется оторванность кампуса от города, переполненность автобусов, связывающих его с городом, а также то, что эти автобусы прекращают ходить после 22 часов, что делает крайне затратным (из-за необходимости вызова такси) возвращение домой студентов, оставшихся в городе после этого срока. Жители острова неоднократно создавали петиции к городским властям, которые набирали тысячи подписей, с просьбой решить эту проблему, но на данный момент проблема всё ещё актуальна. По состоянию на 2020 год ДВФУ запустило несколько бесплатных автобусных маршрутов, пользование которыми доступно лишь студентам и преподавателям университета.
В марте 2019 года состоялась акция протеста студентов ДВФУ, недовольных большим уровнем шума, исходящего от строящегося неподалёку от университета музейно-театрального комплекса. В ходе строительства был нарушен Закон «Об обеспечении тишины и покоя граждан на территории Приморского края», запрещающий вести какие-либо шумные работы вблизи мест жительства людей после 22:00.

## Резонансные события
В марте 2016 года в отношении ректора ДВФУ Сергея Иванца, проректоров Алексея Цхе и Виктора Атаманюка возбуждены уголовные дела в злоупотреблении должностными полномочиями. По версии следствия, в 2011 году между ДВФУ и ООО «Современный университет» заключён контракт на оказание услуг по созданию Информационно-технической системы на общую сумму свыше 647 миллионов рублей. Услуги должны были быть произведены в течение нескольких лет в пять этапов, последний этап по плану должен быть завершён в 2013 году.
С 20 августа по 11 сентября 2015 года Сергей Иванец дал указание проректорам Алексею Цхе и Виктору Атаманюку, обеспечить изготовление и подписание актов сдачи-приёмки исполнения обязательств по третьему этапу, а 15 сентября 2015 года дал указание главному бухгалтеру, на основании указанных актов, содержащих заведомо недостоверные сведения об объёмах выполненных работ, перевести денежные средства в сумме свыше 20 миллионов рублей с расчётного счёта ДВФУ на расчётный счёт исполнителя. Преступные действия фигуранта причинили значительный ущерб ДВФУ и ущемили права студентов и преподавателей. Подозреваемые помещены под домашний арест сроком на два месяца. 26 марта 2016 года проректор по развитию кампуса ДВФУ Владимир Николаев назначен Минобрнауки исполняющим обязанности ректора ДВФУ.
Суд признал Иванца виновным и назначил наказание в виде семи лет лишения свободы в колонии и выплаты штрафа в размере 500 тыс. рублей. Также были осуждены к реальным срокам лишения свободы проректоры Алексей Цхе и Виктор Атаманюк.

## Интересные факты
- ДВФУ имеет собственную учебную штольню, расположенную прямо в центре города. Этот объект начат в 1956 году горным факультетом дальневосточного политехнического института силами студентов и преподавателей[146]. На сегодняшний момент объект находится на списании.